# Matrimonio mistico di santa Caterina d'Alessandria e santi (Lotto)

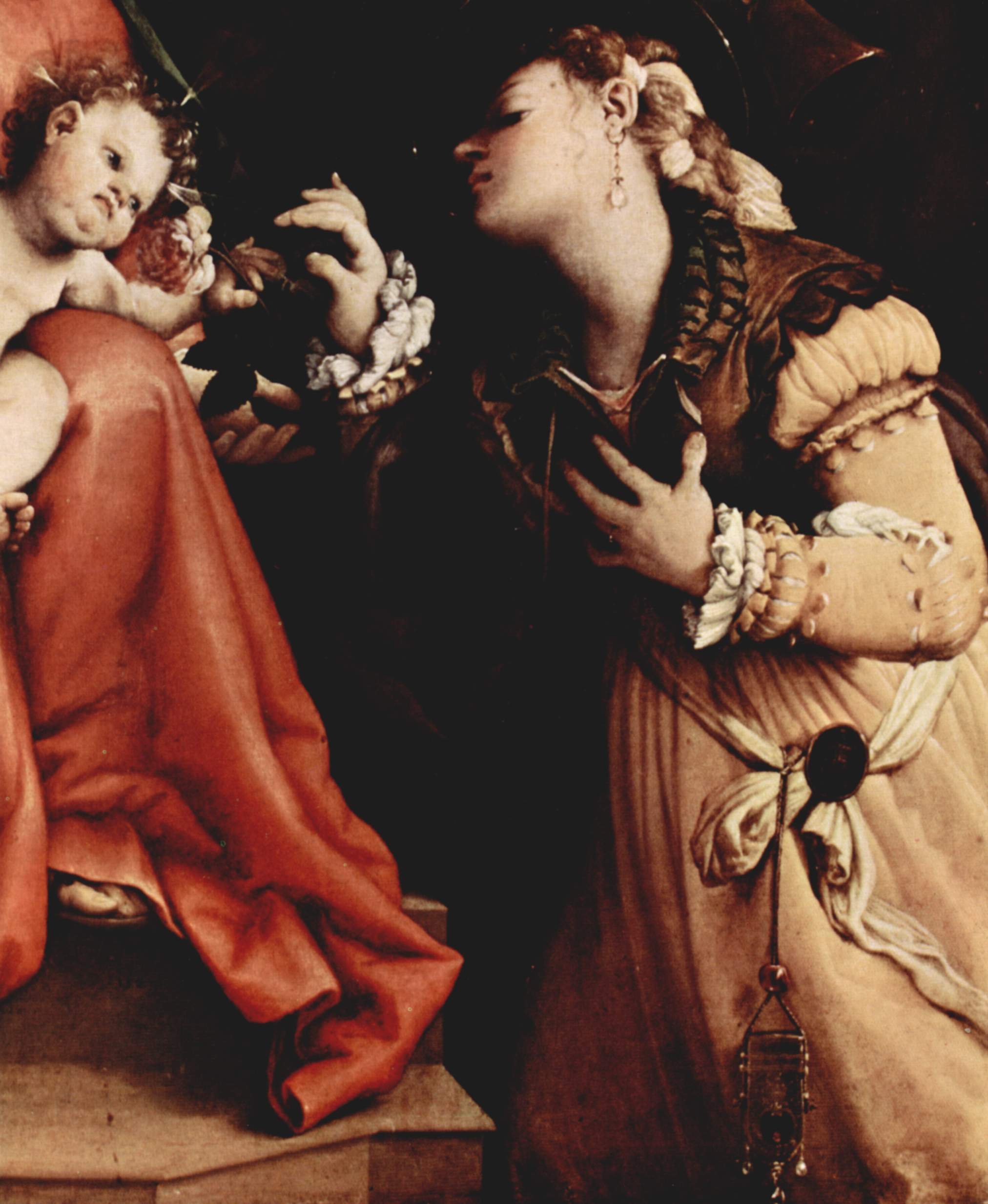
Dettaglio

Il Matrimonio mistico di santa Caterina d'Alessandria e santi è un dipinto a olio su tela (98x115 cm) di Lorenzo Lotto, datato 1524 e conservato nella Galleria nazionale d'arte antica a Palazzo Barberini, Roma. L'opera è firmata e datata "Laur,[en]tius Lotus / 1524".

## Storia
L'opera fa parte delle otto citate nel rendiconto presentato al bergamasco Zanin Cassotti dal Lotto, per un costo di 53 ducati, che venne scontato a soli 36: per stabilire la somma l'artista aveva addizionato il costo dei singoli personaggi, in base alla loro complessità. L'opera era destinata alla camera del figlio del mercante, Marsilio, che fu protagonista di un noto ritratto del Lotto.
A giudicare dalla data sulla tela, l'opera venne completata contemporaneamente con gli affreschi dell'Oratorio Suardi di Trescore, dai quali filtrarono forse alcuni spunti cavallereschi e cortesi, come la ricca veste di Caterina.
Nel XIX secolo l'opera era al palazzo del Quirinale e da qui passò poi alle raccolte statali.

## Descrizione e stile
Uno sfondo indefinito e scuro è la materia dalla quale escono, con echi leonardeschi, i personaggi dell'affollata sacra conversazione, illuminati con diversa enfasi. Spicca al centro la Madonna seduta con in grembo il Bambino, che sta porgendo una rosa, simbolo di amore e martirio, a santa Caterina d'Alessandria, inginocchiata a destra; nonostante il titolo tradizionale, non si tratta di una rappresentazione delle nozze mistiche, poiché la santa ha già l'anello al dito. L'unione tra i due è ribadita anche dall'iscrizione sulla custodia appesa alla cintola della donna: "Christi". Sul medaglione si vede l'immagine di un amorino in equilibrio su una bilancia, quale simbolo della Sapienza equilibrata.
A sinistra si vedono san Girolamo, col leoncino ammaestrato vicino e con un libro in mano, la Vulgata, che viene sfogliato da Maria. Seguono san Giorgio con l'armatura, san Sebastiano, san Nicola di Bari e sant'Antonio abate. Forse la preminenza di Girolamo e Caterina sta a simboleggiare la Sapienza, poiché il santo eremita fu un celebre studioso, primo a tradurre la Bibbia in latino, mentre la donna ebbe un'importante disputa con i filosofi pagani nella sua città.
Contrasti cromatici e improvvisi sbalzi luminosi definiscono i volumi dei corpi. Lo schema tradizionale della sacra conversazione è qui sovvertito all'insegna di uno spazio non definito con chiarezza, dove le figure interagiscono ammassate, negli atteggiamenti più diverse e colte da una luce imprevedibile, che sembra arrivare dall'angolo in basso a destra.